# Картон (живопись)
Картон (фр. carton, итал. cartone — увеличит. от итал. carta — бумага) — материал изобразительного искусства, толстая проклеенная бумага для рисования и живописи гуашью, темперой, акварелью и маслом.
В ином значении — подготовительный рисунок углём или карандашом для фрески, мозаики, шпалеры — сделанный на бумаге или картоне — для последующего переноса на изобразительную поверхность. Картон, в отличие от эскиза, этюда, обычно выполняется в натуральный размер будущего произведения. В некоторых случаях, как например, в процессе работы П. П. Рубенса для серии шпалер «Триумф Евхаристии», имели место три этапа последовательного увеличения размеров и детализации композиции: боццетти, моделли ((итал. modelli — эскизы, наброски) и картоны (в натуральную величину).
Для фресковых росписей с картонов делают «кальки», с которых непосредственно переносятся контуры рисунка на стену или иную поверхность приёмами «при́пороха», или понсировки, специальными тампонами через проколотые отверстия угольной пылью или любым красящим веществом.
Фрески пишут сразу без поправок, поэтому нанесение готового контура особенно важно. Законченные картоны выдающихся мастеров в истории искусства часто обретали ценность оригинальных картин. Таковы картоны Микеланджело, Леонардо да Винчи, Рафаэля, Андреа Мантеньи, Джулио Романо. Однако картоны следует отличать от синопий — подготовительных рисунков непосредственно на стене.
Картоны к фреске «Афинская школа» в станцах Ватикана хранятся в Библиотеке Амброзиана (Милан). Семь картонов учеников Рафаэля для серии шпалер «Деяния Святых Апостолов» хранятся в Музее Виктории и Альберта в Лондоне. Из картонов XIX века наиболее известны работы Фридриха Овербека, Юлиуса Шнорра фон Карольсфельда, П. Й. Корнелиуса («Разрушение Трои», «Страшный Суд» ), Вильгельма фон Каульбаха («Разрушение Иерусалима», «Битвы гуннов» для вестибюля Нового музея в Берлине), Энгра — для живописи на стекле в Капелле-усыпальнице Орлеанского королевского дома.
В России по картонам выполнены монументальные росписи в Исаакиевском соборе (сохранились частично). Иногда картоны создают одни художники, а картины по ним — другие. Так, Петер Йозеф Корнелиус отдавал некоторые картоны почти в полное распоряжение своих учеников.
Мастер, специализирующийся на изготовлении картонов, прежде всего на шпалерных мануфактурах, именуется картоньером (фр. cartonier). Особый род картона с добавлением мела и цемента для большей плотности, именуется «картон-пьер» (фр. carton-pierre), иначе «каменный картон». Его используют для формования мелких элементов архитектурного декора. Тем же термином иногда именуют папье-маше.

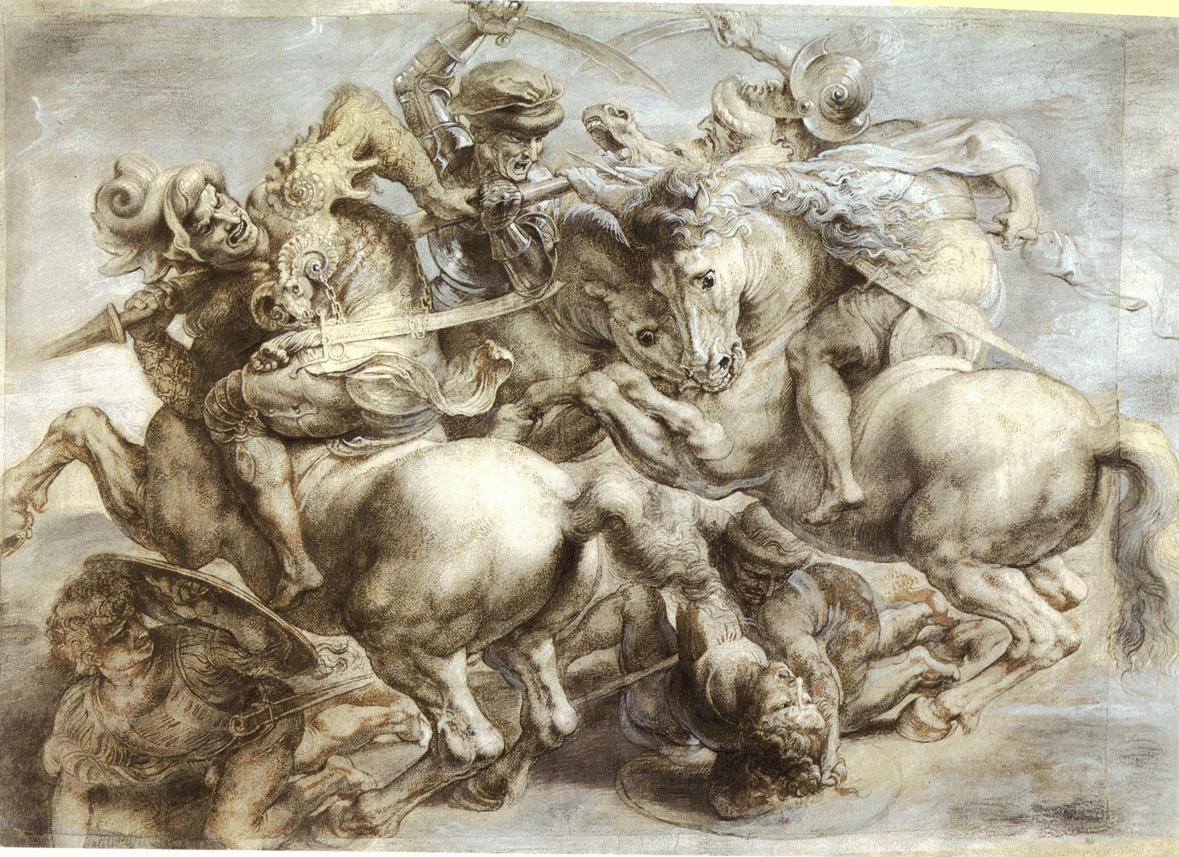
Рисунок П. П. Рубенса с несохранившегося картона фрески Леонардо да Винчи «Битва при Ангиари». Ок. 1603. Бумага, перо, кисть, сепия. Лувр, Париж
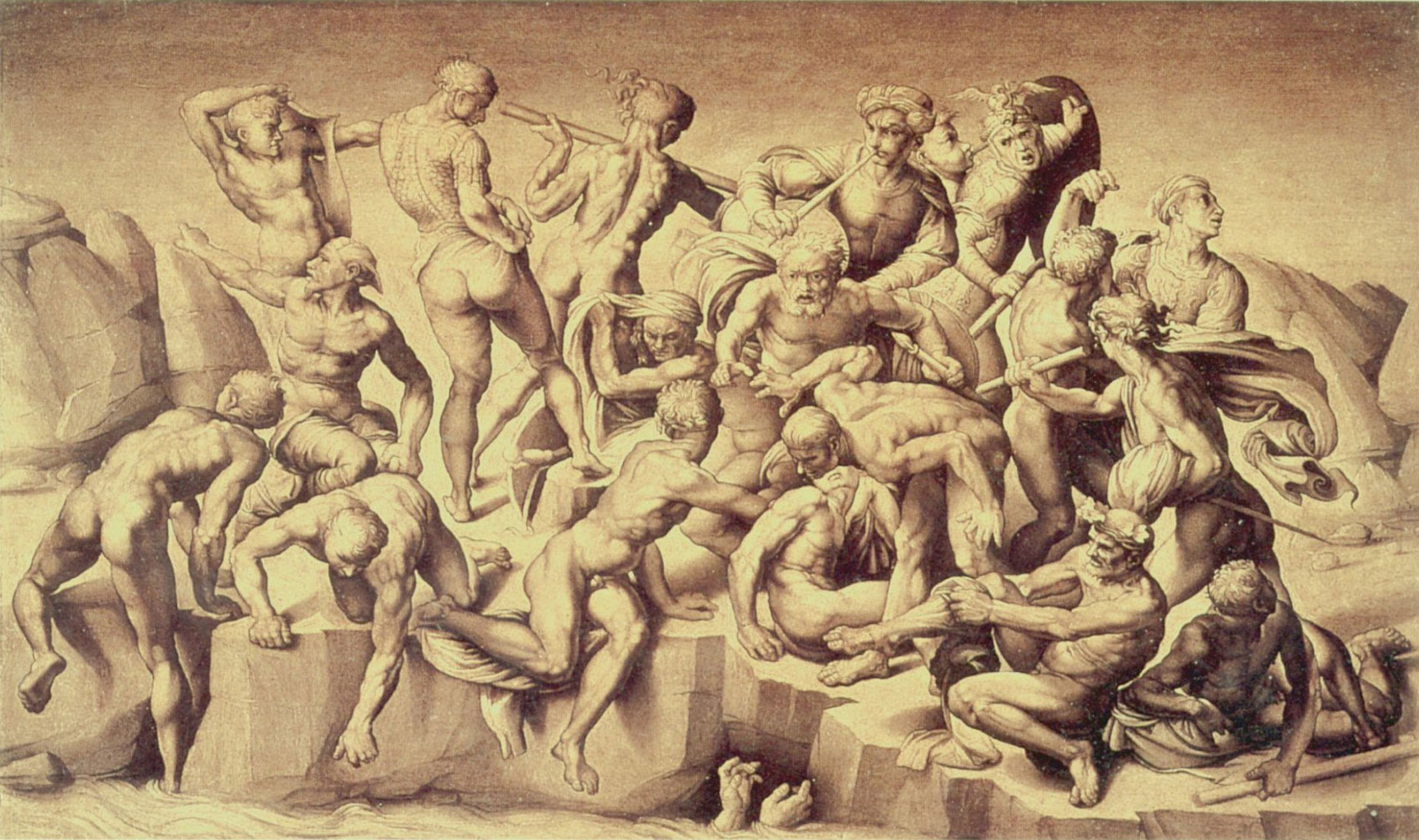
Бастиано да Сангалло. Рисунок по несохранившемуся картону Микеланджело. Битва при Кашине. Ок. 1542. Дерево, масло. Холкхэм-холл, Англия
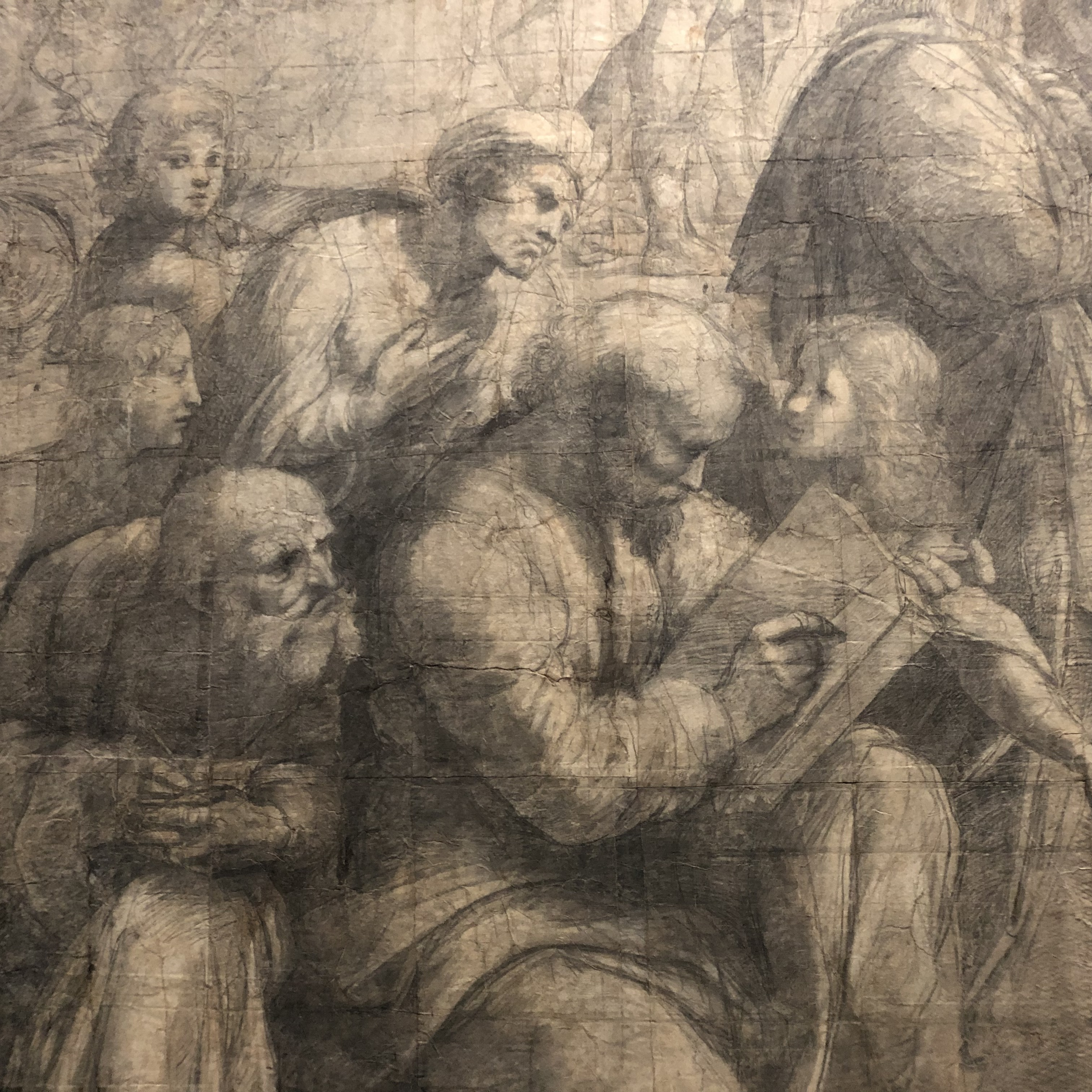
Рафаэль Санти. Картон для фрески «Афинская школа». Деталь. 1509. Картон, уголь, белила. Библиотека Амброзиана, Милан
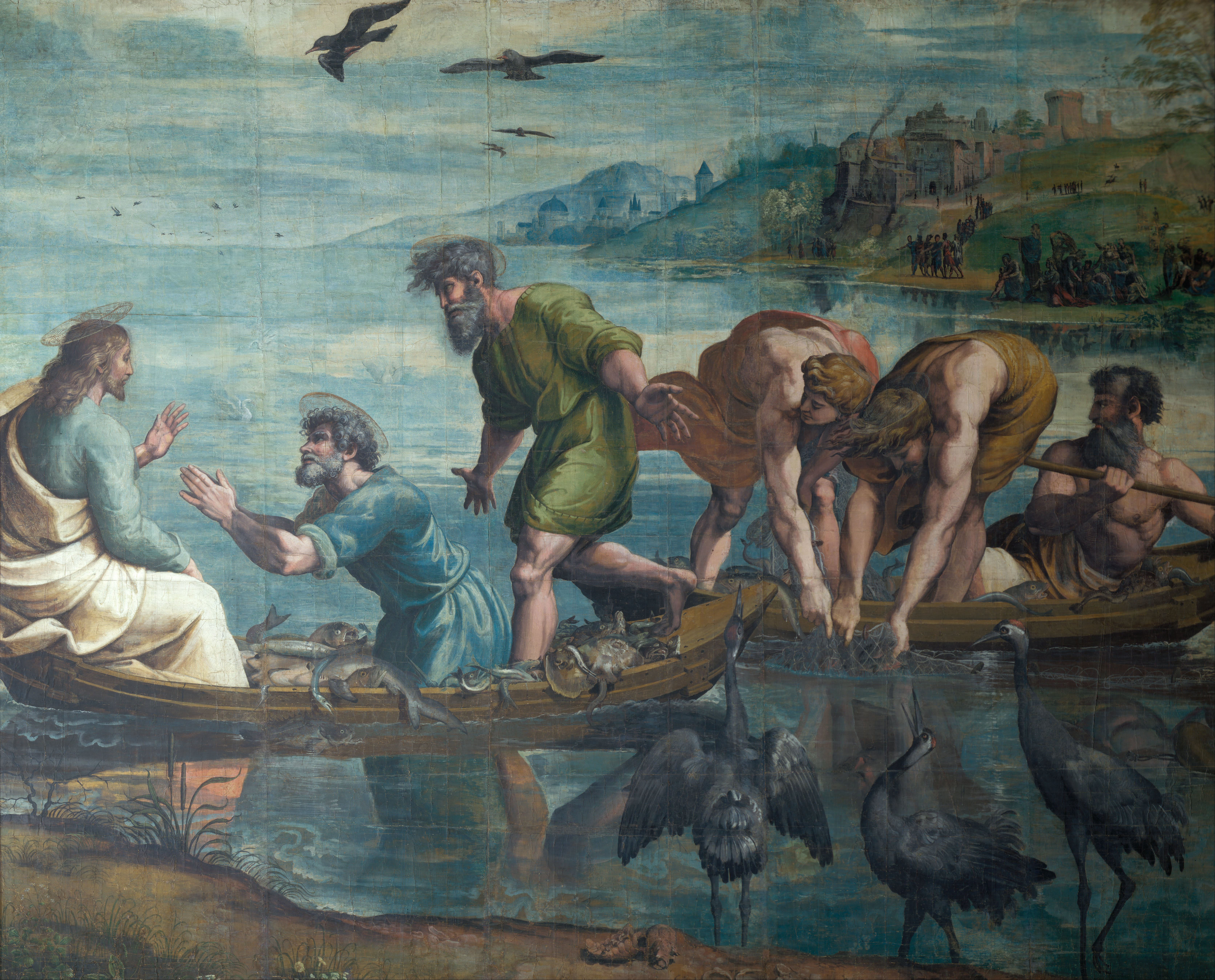
Чудесный улов. Картон для шпалеры из серии «Деяния Святых апостолов». 1515. Бумага на холсте, уголь, темпера. Музей Виктории и Альберта, Лондон
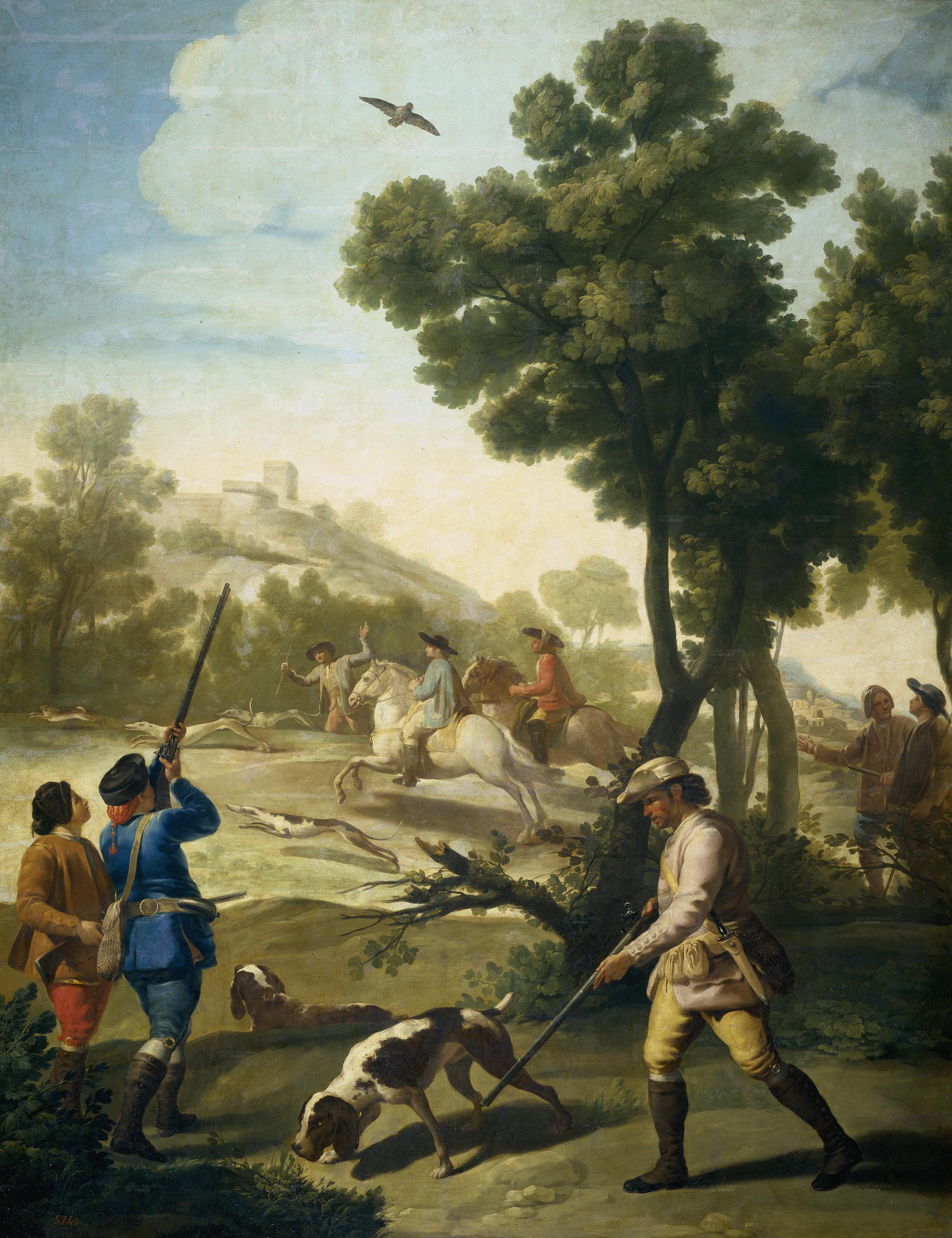
Ф. Гойя. Перепелиная охота. 1775. Холст, масло. Картон для Королевской шпалерной мануфактуры Санта-Барбара. Прадо, Мадрид
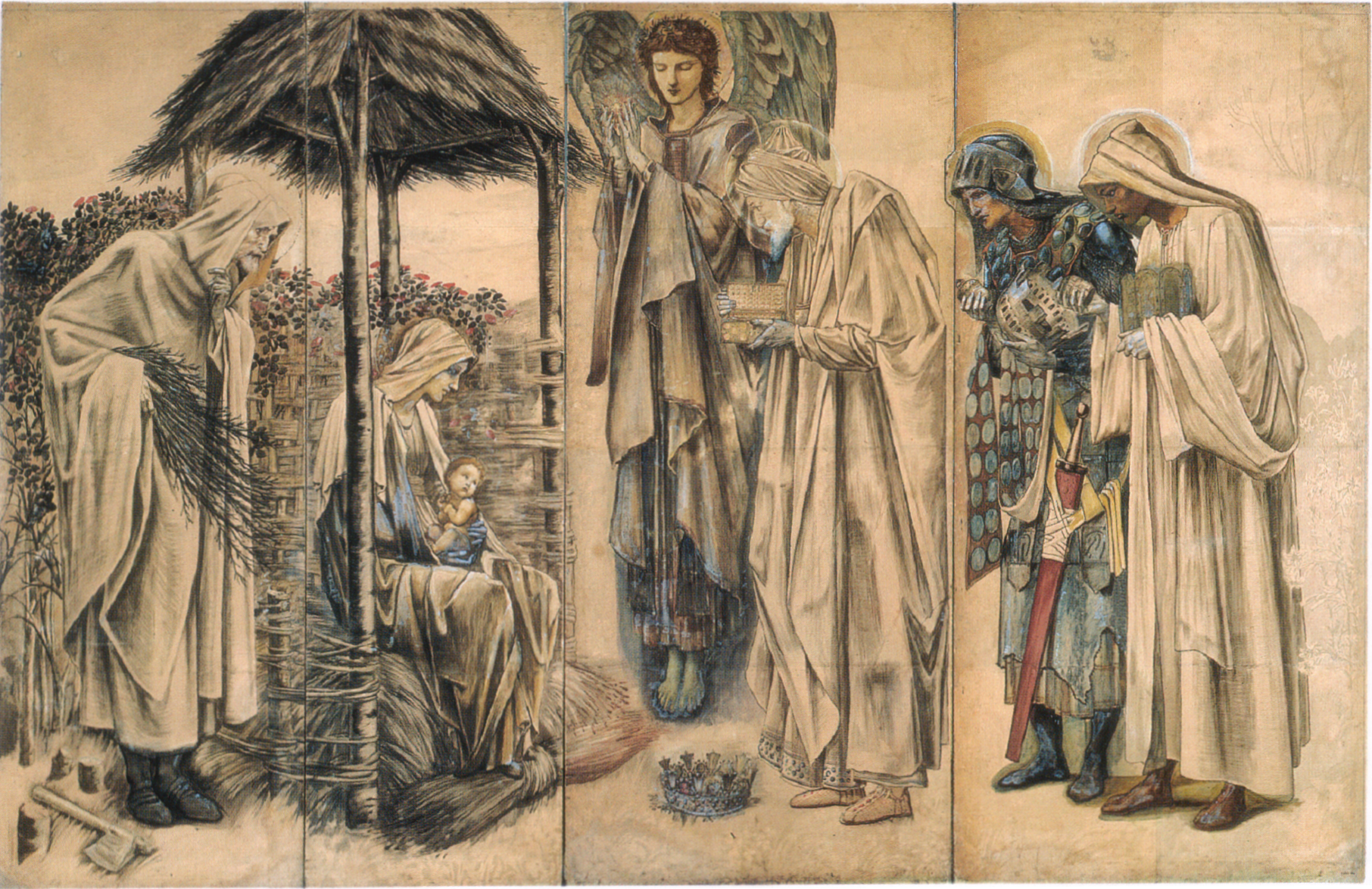
Э. Бёрн-Джонс. Поклонение волхвов. 1888. Бумага, итальянский карандаш, гуашь. Картон для шпалеры мастерской У. Морриса «Искусства и ремёсла»